# Реза Гударі
Реза Гударі (перс. رضا گودری; [reˈzɒː ɡudæriː];  нар. Мохаммедреза Гударі (перс. محمدرضا گودری) 14 грудня 1988, Тегеран) це іранський боєць змішаних єдиноборств. Він спеціалізується на карате, Тайський бокс, Бразильське джіу-джитсу і має в своєму послужному списку 299 професійних поєдинків за правилами карате.

## Ранні роки життя та освіта
Гударі народився в Тегерані та провів своє дитинство в районі Нармак. В 1995 році, коли йому було 7 років, він почав займатися дзюдо. Потім він захопився вивченням традиційних Китайські бойові мистецтва. Виявивши у себе інтерес до практичних методик ведення бою, він зосередився на заняттях повноконтактним карате.

## Кар’єра

### Іран
Гударі тренувався під керівництвом Хаміда Солтані и пройшов обов’язкову військову службу у відповідності до вимог іранського законодавства.

### Таїланд
Здобувши 20 національних титулів Ірана з повноконтактного карате, Гударі зацікавився і іншими Бойові мистецтва. Після того, як у лютому 2016 року його тренер імігрував до Німеччини, він вирішив переїхати в Таїланд.

### Сполучені Штати Америки
27 серпня 2021 року він оголосив, що незабаром буде тренуватися в США.

## Виступи в бойових мистецтвах

### Змішані бойові мистецтва
В даний час[коли?] він займається тренуваннями зі змішаних єдиноборств під керівництвом Мехді Затута в тренувальному таборі Venum Training Camp в Таїланді.
Гударі дебютував у змішаних єдиноборствах проти Жана Карлоса Перейри на Fairtex Fight: Battle of Dragons 30 квітня 2022 року. Він програв роздільним рішенням.

### Повноконтактне карате
В 2016 році Реза Гударі зайняв 3-е місце на Міжнародному чемпіонаті з повноконтактного карате в Паттаї, а також увійшов до вісімки найкращих на міжнародному турнірі Byakuren Kaikan в Осака. В 2017 і 2018 роках він зайняв 1-е місце на національному чемпіонаті Японії на Окінавські острови.

### Чорний пояс
З 2016 року Гударі опановував тайський бокс під патронажем Сакмогкола Сітчучока. Протягом 2018 – 2020 років Гударі взяв участь у восьми професійних поєдинках з цього виду єдиноборств в Таїланді.  22 квітня 2018 року в Max Muay Thai він бився з бійцем UFC Філом Хоусом.

### Бразильське джіу-джитсу
У 2019 році він захопився бразильським джиу-джитсу і тренувався під керівництвом Цельсо Роліма-молодшого в Fairtex Gym. Йому вдалося отримати синій пояс з бразильського джиу-джитсу з рук самого Де'Алонціо Джексона. Він брав участь в поєдинках за значки Siam Cup BJJ та COPA de Bangkok. Також у 2019 і 2020 роках він взяв участь у 4 міжнародних турнірах, провів 20 поєдинків за правилами бразильського джиу-джитсу, вигравши 16 з них і завоювавши 6 золотих, 1 срібну та 3 бронзових медалі.

### бокс
18 грудня 2021 року Гударі програв Сірімонгкол Іамтхуам за рішенням суду (розділом) у турнірі BKFC Thailand 1 (The Game Changer). Це рішення супроводжувалося грубою помилкою арбітра в п'ятому раунді, яка змінила результат поєдинку і врешті-решт змусила рефері вибачитися.

### Змагання World Martial Arts Mastership
В 2016 та 2019 роках Гударі виграв бронзові медалі на змаганні World Martial Arts Masterships в Південній Південна Корея.

### Юнмудо
В 2016 і 2019 роках він завоював срібні медалі на міжнародних турнірах з Юнмудо.